# مارگریت نیکولز
مارگریت نیکلاس (انگلیسی: Marguerite Nichols؛ ‏ ۳ اوت ۱۸۹۱ – ۱۷ مارس ۱۹۴۱) بازیگر اهل ایالات متحده آمریکا بود. وی بین سال‌های ۱۹۱۵ تا ۱۹۱۸ میلادی فعالیت می‌کرد.
از فیلم‌هایی که وی در آن‌ها نقش داشته‌است، می‌توان به قدرت دونالد مکنزی اشاره نمود.